# Lazzaro De Maestri
Lazzaro De Maestri (né le 15 mars 1840 à Savone, en Ligurie - mort le 28 septembre 1905 dans la même ville), est un peintre italien du XIXe siècle.

## Biographie
Lazzaro De Maestri est spécialise dans les fresques décoratives d'églises.
Son champ d'action se limite à la région de Savone et Gênes.
Il est considéré comme faisant partie de l'école florentine contemporaine.
De nombreux dessins et ébauches de ses œuvres sont conservés à la Pinacothèque civique de Savone.

## Œuvres
- Décoration de la voûte centrale de l'église San Dalmazzo di Lavagnola (1905), son dernier travail.